# へらずし
へらずしは、高知県大月町の郷土料理。ブリの切り身を酢ミカンで締め、酢飯を挟んだ料理である。ブリへらずし、鰤へら寿司などとも呼ぶ。
古満目地区は定置網漁が盛んであり江戸時代後期からブリ漁が盛んであった。その漁師が考案したものと考えられており、明治頃から食されていた料理である。
2021年度に100年フードに認定されている。

## へだずし
へだずしは、高知県大月町柏島で食されている類似の郷土料理。
へらずし同様に明治頃から食されている。ブリの皮を少し残して、身を開き塩をふり、酢で締める。